# شاخص آرنه–تامپسون–اوتر

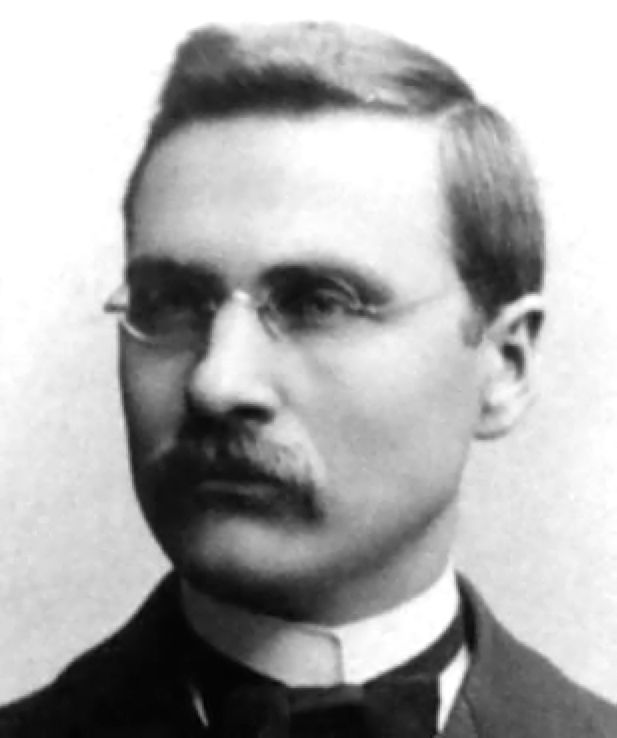
آنتی آرنه

شاخص آرنه-تامپسون-اوتر (به انگلیسی: Aarne–Thompson–Uther Index؛ مخفف: ATU Index) یک فهرست از انواع داستان‌های مردمی است که در مطالعات فولکلور استفاده می‌شود. شاخص ATU محصول مجموعه‌ای از اصلاحات است که توسط یک گروه بین‌المللی از دانشمندان گسترش یافته است: این مجموعه در ابتدا به زبان آلمانی توسط پژوهشگر فنلاندی آنتی آرنه (۱۹۱۰) منتشر شد، سپس این شاخص توسط محقق آمریکایی استیت تامپسون (۱۹۲۸، ۱۹۶۱) به زبان انگلیسی ترجمه شد و بعداً توسط محقق  آلمانی هانس-یورگ اوتر (۲۰۰۴) بازبینی و گسترش یافت.  شاخص ATU یک ابزار ضروری برای پژوهشگران فرهنگ عامه است.